# Bestuursvorm
De bestuursvorm is de formele vorm van bestuur in een staat en wordt ook wel de staatsvorm genoemd, maar staatsvorm en bestuursvorm zijn niet gelijk. Een land kan formeel een republiek zijn zoals Iran, de bestuursvorm van dat land kan als een theocratie worden beschreven omdat een raad van geestelijken veel macht bezit. Binnen formeel gelijke staatsvormen kan het gezag op zeer uiteenlopende wijzen worden uitgeoefend. Sommige van deze termen zijn pejoratieve omschrijvingen van een bestuur.
Zie ook:
- Anarchie
- Aristocratie
- Democratie
- Gerontocratie
- Kleptocratie
- Mediacratie
- Meritocratie
- Plutocratie
- Saeculum obscurum
- Satrapie
- Technocratie
- Timocratie
- Theocratie
- Oligarchie